# Luci Trebel·li (tribú 67 aC)
Luci Trebel·li (Lucius Trebellius) va ser tribú de la plebs l'any 67 aC.
Junt amb el seu col·lega Luci Rosci Otó es va oposar a la proposta (rogatio) de Aule Gabini per conferir a Gneu Pompeu Magne el comandament de la guerra contra els pirates. Trebel·li va dir que primer moriria abans de permetre el nomenament i no se'l va poder convèncer de retirar el seu vet. Gabini va proposar als altres tribuns de destituir a Trebel·li. Es van convocar les assemblees tribunades, i quan ja havien votat la meitat de les tribus (17 de 35) totes en contra, va acceptar finalment retirar el vet.